# La Rochette, Ardèche

La Rochette este o comună în departamentul Ardèche din sud-estul Franței. În 1 ianuarie 2022 avea o populație de 63 de locuitori.